# En el punt de mira
En el punt de mira (títol original: Liberty Stands Still) és una pel·lícula germano-canadenca dirigida per Kari Skogland, estrenada l'any 2002. Ha estat doblada al català.

## Argument
Liberty Wallace dirigeix amb el seu espòs una societat de fabricació d'armes de foc. Mentre que va al teatre sense vigilant per trobar-se amb el seu amant, és segrestat per un « sniper », Joe, que no veu, que no coneix i que vol venjar la mort de la seva filla. La jornada avança, i una bomba explotarà si les coses no tenen lloc com el terrorista ha decidit o si la bateria del mòbil de Liberty s'ha descarregat.

## Repartiment
- Linda Fiorentino: Liberty Wallace
- Wesley Snipes: Joe
- Oliver Platt: Victor Wallace
- Tanya Allen: May
- Roger Cross: Oficial Miller
- Hart Bochner: Hank Wilford
- Terry Chen: Oficial Tom
- Suzette Meyers: Marsha L. Peters (periodista)
- Scott J Ateah: oficial de policia
- Fulvio Cecere: Burt McGovern
- Gregory Calpakis: Vince
- Chiara Ohoven: Heidi
- Shawn Reis: Mel

## Comentari
El film té un objectiu polític evident, el de suscitar un debat sobre la possessió d'armes de foc i la segona esmena de la constitució americana. La situació és de fet prou caricaturesca: Victor (el marit), injustament condecorat com heroi de guerra, ha estat salvat en el passat per Joe (el sniper), tirador d'elit de la CIA la filla del qual ha estat morta per un noi armat d'un revòlver de les fàbriques de Liberty.
Rodada poc temps abans dels esdeveniments de l'11 de setembre de 2001 i estrenada poc temps després, En el punt de mira no ha destacat a la seva estrena. Els escassos crítics que han comentat el film (sobretot a la seva sortida en DVD) han destacat una realització correcta, una interpretació dels actors honorable, però falta d'acció i una tendència al film de propaganda política.

## Al voltant de la pel·lícula
- L'acció es considera que té lloc a Los Angeles però el film ha estat rodat a Vancouver, Canadà.